# ماريا كرويسكي
ماريا كرويسكي (1723–1793) كانت فنانة تشكيلية سويدية.
ولدت ماريا كرويسكي (Maria Carowsky) في غوتنبرغ حيث انها ابة للفنان يوهان روس إلدار، وهو مهاجر من هولشتاين. في عام 1744، تزوجت من الفنان مايكل كرويسكي . وقد توفى زوجها عام 1745 وتولت هي استوديو زوجها. وقالت انه كان يعمل مهندس ديكور من كاتدرائية غوتنبرغ خلال فترة سبعينات القرن الثامن عشر. وهي المعروفة باسم الفنان «وراء المنبر في كنيسة يروم» منذ 1752. وقد لعبت دورا كبيرا باعتبارها معلمة للعديد من طلاب الفنون في استوديو لها. وكانت ابنتها كريستينا إليزابيث كرويسكي (1745-1797) رسامة أيضا.